# Canton (Massachusetts)
Canton é uma vila localizada no condado de Norfolk no estado estadounidense de Massachusetts. No Censo de 2010 tinha uma população de 21.561 habitantes e uma densidade populacional de 424,45 pessoas por km².

## Geografia
Canton encontra-se localizado nas coordenadas 42° 10′ 33″ N, 71° 07′ 31″ O. Segundo o Departamento do Censo dos Estados Unidos, Canton tem uma superfície total de 50.8 km², da qual 48.68 km² correspondem a terra firme e (4.16%) 2.11 km² é água.

## Demografia
Segundo o censo de 2010, tinha 21.561 pessoas residindo em Canton. A densidade populacional era de 424,45 hab./km². Dos 21.561 habitantes, Canton estava composto pelo 84.75% brancos, o 6.32% eram afroamericanos, o 0.11% eram amerindios, o 6.12% eram asiáticos, o 0.01% eram insulares do Pacífico, o 0.99% eram de outras raças e o 1.7% pertenciam a duas ou mais raças. Do total da população o 2.76% eram hispanos ou latinos de qualquer raça.